# Скоец
Ско́ец (шкоец) (пол. skojec) — единица веса средневековья, а позже польская денежная единица.

## Общие сведения
Первоначально термином скоец обозначали единицу веса, позже, в XI—XII веках, это название получила польская денежная единица. Она равнялась 4 квартникам, или 1/24 серебряной гривны. Последняя в XIV веке весила примерно 204 грамма, то есть, скоец соответствовал примерно 8,5 граммам серебра.
В XIV веке, с началом чеканки гроша скоец стал соответствовать 2 грошам.
Монеты в скойцах не выпускались, скоец применялся как счётная единица, равная определённому числу монет в других единицах (10 денариев, 4 квартника или 2 гроша).

## Этимология
Считается, что термин скоец происходит от слова скот (пол. skot), использовавшегося в старом польском языке для обозначения крупного рогатого скота. Последний, в свою очередь, часто выступал в качестве эталонной единицы обмена. Подобная ситуация имеется в Индии, где, по одной из версий, название денежной единицы «рупия» происходит от «рупа», скот (по другой версии — от «рупаякам» — серебряная монета).

## Литва
В начале XX века, в период с 1919 по 1922 годы, в Литве скоец (скатик, лит. skatikas) соответствовал 1/100 недолго существовавшего ауксинаса (литовского золотого, лит. auksinas). Фактически денежные знаки в статиках и ауксинасах не выпускались, в обращении использовались денежные знаки в остмарках.